# Disperse Red 11
Disperse Red 11, oder 1,4-Diamino-2-methoxyanthrachinon, ist ein von Anthrachinon abgeleiteter roter Dispersionsfarbstoff.
Disperse Red 11 kann in der Kunststoff- und Textilindustrie zum Färben von Polyvinylchlorid-, Polyester-, Polyamid- und Polyurethanmaterialien wie synthetischen Fasern und Schaumstoffen verwendet werden. Es wird auch in Kosmetika und in rot und violett-rot gefärbtem Rauch, wie er z. B. beim Kunstflug zum Einsatz kommt, verwendet.

## Gewinnung und Darstellung
Die Herstellung von Disperse Red 11 erfolgt durch Kondensation von Bromaminsäure mit 4-Methylbenzolsulfonamid, dann Hydrolyse der Sulfonamidgruppe und Substitution der Sulfonsäuregruppe durch eine Hydroxygruppe, die anschließend noch methyliert wird.

## Sicherheitshinweise
Es sind Fälle von Kontaktdermatitis beim Einsatz der Verbindung in Kleidungsstücken bekannt.